# Béldi Izor
Béldi Izor, 1883-ig Goldstein Izidor (Pest, 1865. április 23. – Budapest, 1926. november 11.) zenekritikus, zeneszerző, ügyvéd, operettszöveg-író, újságíró.

## Életpályája
Ügyvédi családban született, apja Goldstein Simon, anyja Just Sarolta volt. Maga is irodát nyitott Budapesten 1891-ben. Ügyvédi hivatása mellett a Pesti Hírlap színházi és zenerovatát szerkesztette 1893-tól haláláig. Emellett számos zeneirodalmi tárcát és színházi tanulmányt írt, azonkívül regényeket, drámát és főleg operetteket. 1913-ban felvették a szabadkőműves Sas páholyba.

## Művei

### Színművei
- A végrehajtó. Bohózat három felvonásban Sylvane és Artus után. Bemutató: Vígszínház, 1898. szeptember 20.
- Tilosban. Bohózat három felvonásban. Bemutató: Ősbudavári Színház, 1899. június 10.
- Georges Feydeau: Osztrigás Mici. Bohózat három felvonásban. Fordította. Bemutató: Vígszínház, 1899. november 14.
- Katalin. Operett három felvonásban. Zenéjét szerezte: Fejér Jenő. Bemutató: Népszínház, 1901. október 4.
- Lindau–Kern: Három kívánság. Operett három felvonásban. Fordította. Bemutató: Városligeti Színkör, 1902. augusztus 2.
- Bonaparte. Történelmi színmű négy felvonásban, dalokkal. Zenéjét szerezte: Fejér Jenő. Bemutató: Népszínház, 1903. december 18.
- A kültelki hercegnő. Operett három felvonásban. Zenéjét szerezte: Fejér Jenő. Bemutató: Népszínház, 1905. december 5.
- Aranyeső. Operett két felvonásban. Mérei Adolf verseivel, Zerkovitz Béla zenéjére. Bemutató: Népopera, 1913. február 21.
- Gyerünk csak! Látványos revü 7 képben. – Katonadolog. Operett három felvonásban. Mérei Adolffal, Barna Izsó és Zerkovitz Béla zenéjére. Bemutató: Népszínház–Népopera, 1913. október 25.
- Úr! Dráma az életből. Bemutató: Budai Színkör, 1918. június 27.

### Prózai művei
- Elemér gróf (regény, Budapest, 1886., 2. kiadás: 1888)
- Az üres szék (Eredeti magyar novellák és elbeszélések. III. kötet, Budapest, 1908)
- A gyanús király (Budapest, 1910)
- Vád – a sírból. Bűnügyi eset. (Budapest, 1912)
- Operaházi reminiszcenciák. Zenekritikák a Pesti Hírlapból. (Budapest, 1921)
- Intimitások. Művészek és műbarátok miniatűrben. Anekdoták, humoros történetek. (Budapest, 1922)
- Indiszkréciók. Művészek és műbarátok miniatűrben. Anekdoták, humoros történetek. (Budapest, 1923)
- Intermezzók közéleti és színpadi szerzők életéből. Anekdoták, humoros történetek. (Budapest, 1924)

### Műfordításai
- Georges Ohnet: A szürkeruhás hölgy. Regény két kötetben. (Legjobb könyvek. Budapest, 1897., 2. kiadás: 1904)
- Beatrice Harraden: Hajók, ha éjjel találkoznak. Beszélgetések. (Budapest, 1897)
- Julian W. Hawthorn: Betörés a Manhattan bankban. Bűnügyi regény (Legjobb könyvek. Budapest, 1900)